# Tom Schwarz
Tom Schwarz (5 de diciembre de 1989 en Crewe) es un futbolista inglés nacionalizado neozelandés. Juega de defensor en el Canterbury United.

## Carrera
Debutó en 2009 en el Caversham AFC. En 2010 pasó al fútbol semiprofesional al ser incorporado por el Canterbury United, donde juega actualmente.

### Clubes
| Club              | País          | Año               |
| ----------------- | ------------- | ----------------- |
| Caversham AFC     | Nueva Zelanda | 2009 - 2010       |
| Canterbury United | Nueva Zelanda | 2010 - actualidad |